# Boris Michailowitsch Hessen
Boris Michailowitsch Hessen (russisch Борис Михайлович Гессен), auch Gessen (* 16. Augustjul. / 28. August 1893greg. in Jelisawetgrad; † 20. Dezember 1936 in Moskau) war ein sowjetischer Physiker, Philosoph und Wissenschaftshistoriker. Er wurde bekannt durch seinen Vortrag über Newtons Principia (London 1931), der einflussreich in der Wissenschafts-Geschichtsschreibung wurde.

## Biographie
Boris Hessen wurde in eine jüdische Familie geboren. Sein Vater war Bankangestellter (später verstaatlichte Hessen persönlich in der Revolution die Bank seines Vaters). Er ging in Jelisawetgrad aufs Gymnasium. Zusammen mit seinem Schulfreund Igor Tamm studierte er Physik und Naturwissenschaften an der Universität Edinburgh (1913–1914). Anschließend studierte er Physik an der Staatlichen Universität Sankt Petersburg (1914–1917) und Ökonomie an der Polytechnischen Hochschule.
Im Russischen Bürgerkrieg schloss er sich der Roten Armee an und wurde Kommunist und Mitglied des Revolutionären Militärrats (1919–1921). 1921 bis 1924 war er an der kommunistischen Swerdlowsk-Universität. Er setzte auch seine Physikstudien fort und schloss schließlich 1928 in Moskau am „Institut für rote Professoren“ seine Studien ab. Nachdem er noch zwei Jahre an diesem Institut gearbeitet hatte, wurde er 1931 Professor und Leiter des Fachbereichs Physik an der Lomonossow-Universität in Moskau. 1933 wurde er zum korrespondierenden Mitglied der Akademie der Wissenschaften der UdSSR gewählt. Unter seiner Leitung erlebte die Physik an der Lomonossow eine Blüte mit der Schule von Leonid Mandelstam, der auch Tamm angehörte, und die Hessen gegen Angriffe von Partei-Physikern abschirmte. Allerdings tat er später in seinem Sowjet-Enzyklopädie Artikel über den Äther eine ideologische Ablehnung der Relativitätstheorie kund, was ihn zum Gegenstand des Spotts der Leningrader theoretischen Physiker um George Gamow, Lew Landau, Matwei Bronstein und Dmitri Iwanenko machte; sie schickten ihm ein satirisches Bildtelegramm. Für diese hatte das vorübergehend berufliche Nachteile zur Folge. Hessen war empört und sorgte für eine Versammlung des Leningrader Joffe-Instituts, auf der Landau, Bronstein und die beiden Studenten erscheinen mussten und ihre Handlung verurteilt wurde (Gamow war nicht betroffen, da er dort nicht angestellt war). Landau und Bronstein verloren ihre Lehrämter am Polytechnischen Institut, durften aber weiter am Röntgen-Institut forschen, die beiden Studenten verloren ihre Stipendien und mussten Leningrad verlassen. Es gab allerdings Vorschläge, alle Unterzeichner aus den größten russischen Städten zu verbannen, woraus aber ebenso wenig wurde wie aus einer angestrebten Verurteilung Gamows durch Universität und Akademie.
Gamow charakterisiert ihn in seiner Biographie als ehemaligen Schullehrer, der zwar etwas von Physik verstand, aber überwiegend als Photograph von sich Reden machte (making very good portraits of the pretty coeds), und der der rote Direktor des Physik-Instituts der Lomonossow-Universität war (mit Mandelstam als wissenschaftlichem Direktor), damit beauftragt idealistische Abweichungen von der Lehre des dialektischen Materialismus zu unterbinden.
1931 hielt Hessen beim Zweiten Internationalen Kongress für Wissenschaftsgeschichte in London seinen berühmten Vortrag The Socio-Economic Roots of Newton’s Principia. Er leitete jahrzehntelange Auseinandersetzungen um eine eher externalistische oder internalistische Wissenschaftsgeschichtsschreibung ein. Robert K. Merton versuchte in Science, Technology and Society in Seventeenth Century England (1938) eine alternative nichtmarxistische Interpretation der wissenschaftlichen Revolution anzubieten. Von Hessen und Henryk Grossmann stammt die Hessen-Grossmann-These, die besagt das die theoretische Mechanik im 17. Jahrhundert aus der Beschäftigung mit den vorhandenen Maschinen hervorgegangen ist und nicht umgekehrt. Hessen formulierte auch die Umkehrung, dass Wärme- und Elektrizitätslehre noch nicht entwickelt waren, weil es noch keine entsprechenden Maschinen wie Dampfmaschinen oder Elektromotoren gab.
In Großbritannien stießen die Beiträge von Hessen und anderen sowjetischen Wissenschaftlern auf dem Kongress auf ein begeistertes Echo bei sozialistischen Wissenschaftlern.
Von 1934 bis 1936 war Hessen stellvertretender Direktor des Lebedew-Institut in Moskau, das von Sergei Iwanowitsch Wawilow geleitet wurde. Am 21. August 1936 wurde Hessen vom NKWD verhaftet. In einem geheimen Verfahren vor einem Militärgericht wurde er zusammen mit seinem Lehrer am Gymnasium Arkadi Ossipowitsch Apirin wegen Trotzkismus angeklagt. Sie wurden am 20. Dezember 1936 für schuldig befunden und am gleichen Tag durch Erschießen hingerichtet. In den Ermittlungsakten des Falls Hessen findet sich als Beweis für die Vorwürfe nur die Aussage von Nikolai Afanassjewitsch Karjew, dem ebenfalls 1936 hingerichteten stellvertretenden Vorsitzenden der Planungskommission der Akademie der Wissenschaften, der ihn als zentrales Mitglied der „trotzkistischen“ Organisation von Grigori Sinowjew bezeichnete.
Am 21. April 1956 wurden beide postum rehabilitiert.

## Publikationen
- Boris Hessen, The Social and Economic Roots of Newton's Principia in: Nicolai I. Bukharin, Science at the Crossroads, London 1931 (Reprint New York 1971), pp. 151–212. Neue Übersetzung in: Gideon Freudenthal, Peter Mc Laughlin (siehe unten), S. 41–101.
- Boris Hessen: Les racines sociales et économiques des "Principia" de Newton : une rencontre entre Newton et Marx à Londres en 1931 / . Trad. et commentaires de Serge Guérout ; postface de Christopher Chilvers .- Paris: Vuibert, 2006.
- Gideon Freudenthal, Peter Mc Laughlin: The Social and Economic Roots of the Scientific Revolution., Texte von Boris Hessen und Henryk Grossmann. Springer, Heidelberg, New York, 2009 (Boston Studies in the Philosophy of Science, Vol. 278), ISBN 978-1-4020-9603-7.
- Pablo Huerga Melcón, La ciencia en la encrucijada. Análisis crítico de la célebre ponencia de Boris Mihailovich Hessen, "Las raíces socioeconómicas de la mecánica de Newton", desde las coordenadas del materialismo filosófico", Biblioteca Filosofía en español, Fundación Gustavo Bueno, Pentalfa ediciones, Oviedo 1999. (Con prólogo de Serguei Kara-Murza)